# Grand Prix Brazylii Formuły 1
Grand Prix Brazylii – wyścig zaliczany do Mistrzostw Świata Formuły 1, który odbywa się na torze Autódromo José Carlos Pace (Interlagos) w São Paulo w Brazylii.

## Zwycięzcy Grand Prix Brazylii
| 1973  | Emerson Fittipaldi   | Lotus-Ford           | Interlagos           | Wyniki               |                      |                      |                      |                      |
| 1974  | Emerson Fittipaldi   | McLaren-Ford         | Interlagos           | Wyniki               |                      |                      |                      |                      |
| 1975  | Carlos Pace          | Brabham-Ford         | Interlagos           | Wyniki               |                      |                      |                      |                      |
| 1976  | Niki Lauda           | Ferrari              | Interlagos           | Wyniki               |                      |                      |                      |                      |
| 1977  | Carlos Reutemann     | Ferrari              | Interlagos           | Wyniki               |                      |                      |                      |                      |
| 1978  | Carlos Reutemann     | Ferrari              | Jacarepaguá          | Wyniki               |                      |                      |                      |                      |
| 1979  | Jacques Laffite      | Ligier-Ford          | Interlagos           | Wyniki               |                      |                      |                      |                      |
| 1980  | René Arnoux          | Renault              | Interlagos           | Wyniki               |                      |                      |                      |                      |
| 1981  | Carlos Reutemann     | Williams-Ford        | Jacarepaguá          | Wyniki               |                      |                      |                      |                      |
| 1982  | Alain Prost          | Renault              | Jacarepaguá          | Wyniki               |                      |                      |                      |                      |
| 1983  | Nelson Piquet        | Brabham-BMW          | Jacarepaguá          | Wyniki               |                      |                      |                      |                      |
| 1984  | Alain Prost          | McLaren-TAG          | Jacarepaguá          | Wyniki               |                      |                      |                      |                      |
| 1985  | Alain Prost          | McLaren-TAG          | Jacarepaguá          | Wyniki               |                      |                      |                      |                      |
| 1986  | Nelson Piquet        | Williams-Honda       | Jacarepaguá          | Wyniki               |                      |                      |                      |                      |
| 1987  | Alain Prost          | McLaren-TAG          | Jacarepaguá          | Wyniki               |                      |                      |                      |                      |
| 1988  | Alain Prost          | McLaren-Honda        | Jacarepagua          | Wyniki               |                      |                      |                      |                      |
| 1989  | Nigel Mansell        | Ferrari              | Jacarepaguá          | Wyniki               |                      |                      |                      |                      |
| 1990  | Alain Prost          | Ferrari              | Interlagos           | Wyniki               |                      |                      |                      |                      |
| 1991  | Ayrton Senna         | McLaren-Honda        | Interlagos           | Wyniki               |                      |                      |                      |                      |
| 1992  | Nigel Mansell        | Williams-Renault     | Interlagos           | Wyniki               |                      |                      |                      |                      |
| 1993  | Ayrton Senna         | McLaren-Ford         | Interlagos           | Wyniki               |                      |                      |                      |                      |
| 1994  | Michael Schumacher   | Benetton-Ford        | Interlagos           | Wyniki               |                      |                      |                      |                      |
| 1995  | Michael Schumacher   | Benetton-Renault     | Interlagos           | Wyniki               |                      |                      |                      |                      |
| 1996  | Damon Hill           | Williams-Renault     | Interlagos           | Wyniki               |                      |                      |                      |                      |
| 1997  | Jacques Villeneuve   | Williams-Renault     | Interlagos           | Wyniki               |                      |                      |                      |                      |
| 1998  | Mika Häkkinen        | McLaren-Mercedes     | Interlagos           | Wyniki               |                      |                      |                      |                      |
| 1999  | Mika Häkkinen        | McLaren-Mercedes     | Interlagos           | Wyniki               |                      |                      |                      |                      |
| 2000  | Michael Schumacher   | Ferrari              | Interlagos           | Wyniki               |                      |                      |                      |                      |
| 2001  | David Coulthard      | McLaren-Mercedes     | Interlagos           | Wyniki               |                      |                      |                      |                      |
| 2002  | Michael Schumacher   | Ferrari              | Interlagos           | Wyniki               |                      |                      |                      |                      |
| 2003  | Giancarlo Fisichella | Jordan-Ford          | Interlagos           | Wyniki               |                      |                      |                      |                      |
| 2004  | Juan Pablo Montoya   | Williams-BMW         | Interlagos           | Wyniki               |                      |                      |                      |                      |
| 2005  | Juan Pablo Montoya   | McLaren-Mercedes     | Interlagos           | Wyniki               |                      |                      |                      |                      |
| 2006  | Felipe Massa         | Ferrari              | Interlagos           | Wyniki               |                      |                      |                      |                      |
| 2007  | Kimi Räikkönen       | Ferrari              | Interlagos           | Wyniki               |                      |                      |                      |                      |
| 2008  | Felipe Massa         | Ferrari              | Interlagos           | Wyniki               |                      |                      |                      |                      |
| 2009  | Mark Webber          | Red Bull-Renault     | Interlagos           | Wyniki               |                      |                      |                      |                      |
| 2010  | Sebastian Vettel     | Red Bull-Renault     | Interlagos           | Wyniki               |                      |                      |                      |                      |
| 2011  | Mark Webber          | Red Bull-Renault     | Interlagos           | Wyniki               |                      |                      |                      |                      |
| 2012  | Jenson Button        | McLaren-Mercedes     | Interlagos           | Wyniki               |                      |                      |                      |                      |
| 2013  | Sebastian Vettel     | Red Bull-Renault     | Interlagos           | Wyniki               |                      |                      |                      |                      |
| 2014  | Nico Rosberg         | Mercedes             | Interlagos           | Wyniki               |                      |                      |                      |                      |
| 2015  | Nico Rosberg         | Mercedes             | Interlagos           | Wyniki               |                      |                      |                      |                      |
| 2016  | Lewis Hamilton       | Mercedes             | Interlagos           | Wyniki               |                      |                      |                      |                      |
| 2017  | Sebastian Vettel     | Ferrari              | Interlagos           | Wyniki               |                      |                      |                      |                      |
| 2018  | Lewis Hamilton       | Mercedes             | Interlagos           | Wyniki               |                      |                      |                      |                      |
| 2019  | Max Verstappen       | Red Bull-Honda       | Interlagos           | Wyniki               |                      |                      |                      |                      |
| 2020  | wyścig nie odbył się | wyścig nie odbył się | wyścig nie odbył się | wyścig nie odbył się | wyścig nie odbył się | wyścig nie odbył się | wyścig nie odbył się | wyścig nie odbył się |
| Sezon | Kierowca             | Konstruktor          | Tor                  |                      |                      |                      |                      |                      |

Liczba zwycięstw (kierowcy):
- 6 – Alain Prost
- 4 – Michael Schumacher
- 3 – Carlos Reutemann, Sebastian Vettel
- 2 – Emerson Fittipaldi, Mika Häkkinen, Lewis Hamilton, Nigel Mansell, Felipe Massa, Juan Pablo Montoya, Nelson Piquet, Nico Rosberg, Ayrton Senna, Mark Webber
- 1 – Jenson Button, David Coulthard, Giancarlo Fisichella, Damon Hill, Niki Lauda, Carlos Pace, Kimi Räikkönen, Max Verstappen, Jacques Villeneuve

Liczba zwycięstw (producenci):
- 12 – McLaren
- 11 – Ferrari
- 6 – Williams
- 5 – Red Bull,
- 4 – Mercedes
- 2 – Benetton, Brabham, Renault
- 1 – Jordan, Ligier, Lotus

Liczba zwycięstw (producenci silników):
- 11 – Ferrari, Renault
- 8 – Ford, Mercedes
- 4 – Honda
- 3 – TAG
- 2 – BMW

## Zwycięzcy Grand Prix Brazylii poza Mistrzostwami Świata Formuły 1
| Sezon | Kierowca         | Konstruktor  | Tor        |        |
| ----- | ---------------- | ------------ | ---------- | ------ |
| 1972  | Carlos Reutemann | Brabham-Ford | Interlagos | Wyniki |
| Sezon | Kierowca         | Konstruktor  | Tor        |        |